# Conferencia fascista de Montreux de 1934
La Conferencia fascista de Montreux de 1934 fue una reunión celebrada por un cierto número de diputados de organizaciones fascistas europeas. La conferencia se celebró el 16 y 17 de diciembre de 1934 en Montreux, Suiza, y fue organizada y presidida por Comitati d'Azione per l'Universalita di Roma (CAUR), o los Comités de Acción para la Universalidad de Roma.

## Antecedentes
CAUR era una red fundada en 1933 por el régimen fascista de Benito Mussolini. El director CAUR fue Eugenio Coselschi, y su objetivo declarado era actuar como una red de una "internacional fascista". Los principales obstáculos surgieron en el intento de la organización para identificar un "fascismo universal" y los criterios que una organización debía cumplir para calificarse de "fascista". Sin embargo, en abril de 1934, la red había identificado como "fascistas" movimientos en 39 países, incluidos todos los países europeos excepto Yugoslavia, así como los Estados Unidos, Canadá, Australia, África del Sur, cinco países de Asia y seis de América Latina. Como los diferentes grupos trataron de obtener subvenciones de todas las formas de los conflictos surgieron en temas como el racismo, el antisemitismo, el corporativismo y la estructura del Estado.

## Los participantes
La primera conferencia mundial de la CAUR se celebró en Montreux el 16 de diciembre de 1934. Los participantes de las organizaciones fascistas en 13 países europeos asistieron, incluyendo Ion Moţa de la Guardia de Hierro de Rumania, Vidkun Quisling del Nasjonal Samling de Noruega, Ernesto Giménez Caballero de la Falange Española de las JONS, Eoin O'Duffy de la Guardia Nacional de Irlanda, Marcel Bucard del Partido Francista francés, los representantes de la Unión Nacional Lituana, la portuguesa Acção Escolar Vanguarda (en calidad de observador), encabezada por António Eça de Queiroz (hijo del escritor José Maria Eça de Queirós), así como los delegados de Austria, Bélgica, Dinamarca, Grecia, Países Bajos y Suiza.
Fue notable la ausencia de representantes del Partido Nazi. La conferencia de Montreux se produjo solo seis meses después del asesinato del canciller del régimen austrofascista Engelbert Dollfuss por los nazis y la consiguiente crisis diplomática entre Italia y Alemania.  Del mismo modo, Mussolini no permitió que ningún representante oficial del Partido Nacional Fascista asistiera a la reunión, aparentemente con el fin de ver lo que la conferencia podría lograr antes de prestar apoyo oficial completo. José Antonio Primo de Rivera, al tiempo que miembros de la Falange participaban autorizados por la organización, declaró que esta no estaba representada como tal, asistiendo sus miembros a título personal, así como el CAUR "no era un movimiento fascista". Otras ausencias notables incluyen el austriaco Ernst Rüdiger Starhemberg y Sir Oswald Mosley, de Gran Bretaña.

## Procedimientos
Desde el principio, la conferencia se vio empañado por graves conflictos entre los participantes. Coselschi, actuando como Presidente de la Conferencia, se enfrentaron con Quisling sobre la importancia de la Alemania nazi al fascismo internacional. Moţa, con el apoyo de los delegados daneses y suizos, también creó una grieta por la que subrayaba la centralidad del antisemitismo de los movimientos fascistas, un movimiento opuesto por Coselschi y O'Duffy. La Guardia de Hierro rumana subrayó la importancia de la raza a ser un componente integral del fascismo.
Sobre el tema del antisemitismo, se adoptaron varias resoluciones de compromiso. Estas declararon que "la cuestión judía no se puede convertir en una campaña universal de odio en contra de los judíos", al tiempo que se afirmó que "teniendo en cuenta que en muchos lugares, algunos grupos de judíos están instalados en países conquistados, ejerciendo de una manera abierta y oculta una influencia perjudicial para los intereses materiales y morales del país que los alberga, constituyendo una especie de Estado dentro del Estado, aprovechando todos los beneficios y negando todas las obligaciones, teniendo en cuenta que han aportado y están dispuestos a aportar, los elementos conducentes a la revolución internacional la cual sería destructiva de la idea del patriotismo y la civilización cristiana, la Conferencia denuncia la acción nefasta de estos elementos y está listo para luchar contra ellos". Los delegados en la conferencia también declararon por unanimidad su oposición al comunismo y los movimientos de la Tercera Internacional.

## Resultados
Una segunda y última conferencia se celebró en Montreux, en abril de 1935. José Antonio Primo de Rivera hizo una breve aparición en esta conferencia, con la oportunidad de expresar simpatías con el movimiento, mientras que indicó que España no estaba dispuesta a participar en cualquier empresa del fascismo internacional, ya que su movimiento era estrictamente nacional.
La conferencia no fue capaz de salvar el abismo entre aquellos participantes que se propone lograr la integración nacional por una política socioeconómica corporativa y los partidarios de una apelación a la raza. Las pretensiones de un "fascismo universal" no podía sobrevivir a esta brecha, y el movimiento no cumplió con su objetivo de actuar como un contrapeso al comunismo internacional.
El CAUR no ganó el respaldo oficial del Partido Fascista italiano o la Falange Española. No tuvo éxito la presentación de una definición de común acuerdo en cuanto a lo que el "fascismo" era, y no tuvo éxito en unir a los partidos fascistas más importantes en un movimiento internacional.